# Matan Kahana
Matan Kahana (hebrejsky מתן כהנא‎; * 29. července 1972 Haifa) je izraelský politik, od května 2022 poslanec Knesetu za Státní tábor. Předtím působil jako náměstek ministra náboženských služeb a ministr náboženských služeb.
Je důstojníkem v záloze Izraelských obranných sil v hodnosti plukovníka. Sloužil jako stíhací pilot v Sajeret Matkal a v izraelském letectvu. Byl velitelem letky stíhaček F-16. Po odchodu z armády vstoupil do strany ha-Jamin he-chadaš. V roce 2022 vstoupil do aliance Státní tábor.

## Životopis
Narodil se v Haifě manželům Oře a Elijovi. Když mu byly tři měsíce, přestěhoval se s rodinou do New Yorku ve Spojených státech, kde jeho otec studoval elektrotechniku a podnikovou ekonomiku. Když mu byly tři roky, rodina se vrátila do mošavu Bejt Gamli'el. Navštěvoval základní školu v kibucu Chafec Chajim (1. až 8. třída) a poté ješivu Netiv Me'ir. V mládí působil v organizaci Bnej Akiva.

## Vojenská kariéra
Byl odveden do leteckého kurzu, ale podepsal zřeknutí se služby v Sajeret Matkal. Jako stíhací pilot sloužil tři a půl roku. V lednu 1994, když ukončil povinnou službu, nastoupil do kurzu pro stíhací piloty a sloužil jako stíhací pilot u 116. perutě.
Během své služby se jako pilot účastnil operací Lité olovo, Pilíř obrany a Ochranné ostří. Jako pilot F-16 se zúčastnil také druhé libanonské války. Zúčastnil se také operace, jejímž cílem bylo zničit rakety dlouhého doletu Hizballáhu.
V roce 2013 byl jmenován velitelem 109. perutě. Po ukončení funkce velitele 109. perutě v roce 2015 byl povýšen do hodnosti plukovníka. V srpnu 2018 byl propuštěn z Izraelských obranných sil. V prosinci 2020 ukončil po 25 letech své operační lety.

## Politická kariéra
Po propuštění z Izraelských obranných sil v roce 2018 působil na ministerstvu školství a v Centru pro vzdělávací technologie.
Dne 10. ledna 2019 oznámil svůj vstup do strany ha-Jamin he-chadaš vedené Naftali Bennett a Ajelet Šakedová. Před volbami v dubnu 2019 se umístil na čtvrtém místě kandidátky, ale poté, co strana nepřekročila volební práh, nebyl do Knesetu zvolen.
Před volbami v září 2019 se umístil na sedmém místě kandidátky aliance Jamina (za ha-Jamin he-chadaš). Aliance získala sedm mandátů a on byl zvolen do Knesetu.
Dne 13. června 2021 rezignoval na svou funkci poslance Knesetu a byl jmenován ministrem náboženských služeb ve vládě Naftali Bennetta. O den později jmenoval Šim'ona Ma'atuka výkonným ředitelem ministerstva. Během svého působení v této funkci podporoval zvýšení zastoupení žen v náboženských radách.
V lednu 2022 představil vládní plán týkající se gijuru. Mnoho rabínů, včetně vrchních rabínů Izraele, se ostře postavilo proti kašrutu a programům týkajícím se konverze.
Za účelem prozkoumání způsobu pohřbívání v Izraeli byla na jeho příkaz zřízena meziresortní komise.
V květnu 2022 rezignoval na funkci ministra náboženských služeb a prohlásil, že se vrátí do Knesetu. Nahradil Jom Toba Kalfona. Tento krok měl „pomoci posílit koalici“. Po své rezignaci se stal náměstkem ministra náboženských služeb. Koalice se pokusila o jeho jmenování zpět do funkce ministra náboženských služeb prostřednictvím hlasování v Knesetu. Hlasování zmařila Idit Silman, která hlasovala s opozicí.
V srpnu 2022 odešel z Jaminy a vstoupil do Státního tábora. Jeho působení ve funkci náměstka ministra náboženských služeb skončilo 15. srpna, kdy po třech měsících vypršel mandát Bennettovi, který působil jako úřadující ministr náboženských služeb.

## Názory
Zastává liberální ekonomické názory a podporuje volný trh. Mimo jiné předložil návrhy zákonů, které zakazují stávky v základních orgánech.
V předvolební kampani kritizoval Histadrut. Kritizoval také Nejvyšší soud, který schválil kandidaturu členky Strany práce Ibtisám Mará'any do Knesetu.
Nesouhlasí se začleněním žen do speciálních bojových jednotek s odůvodněním, že jen málo žen má dostatečnou fyzickou zdatnost a že by takové začlenění mohlo poškodit věřící vojáky v těchto jednotkách.

## Osobní život
Vystudoval bakalářský a magisterský obor právo na Bar-Ilanově univerzitě. Je ženatý s Lisou, doktorkou klinické psychologie, a je otcem čtyř dětí. Žije v náboženském mošavu Bejt Gamli'el. Jeho bratrancem je rabín Chajim Navon.